# Championnats du monde féminins de boxe amateur 2006
Navigation
Édition précédente Édition suivante
Les 4e championnats du monde de boxe amateur féminins se sont déroulés du 18 au 24 novembre 2006 à New Delhi en Inde. 
Organisées par l'AIBA (Association Internationale de Boxe Amateur), les compétitions ont vu s'affronter dans 13 catégories différentes 180 boxeuses représentant 32 fédérations nationales.

## Résultats

### Podiums
| Catégories                   | Or               | Argent              | Bronze                           |
| Poids pailles (-46 kg)       | Mary Kom         | Steluta Duta        | Jong Ok Nazgul Boranbayeva       |
| Poids mi-mouches (-48 kg)    | Ri Jong Hyang    | Yesica Bopp         | Alice Kate Aparri Marlen Esparza |
| Poids mouches (-50 kg)       | Hasibe Erkoç     | Siyuan Li           | Chhotu Loura Fadia El Idrissi    |
| Poids super-mouches (-52 kg) | Sarita Devi      | Viktoria Rudenko    | Samiha Ali Hassan Jagoda Karge   |
| Poids coqs (-54 kg)          | Sofya Ochigava   | Karolina Michalczuk | Qin Zhang Lyumdmyla Hrytsay      |
| Poids plumes (-57 kg)        | Yum Kum Ju       | Usha Nagisetty      | Bin Wu Mihaela Cijevschi         |
| Poids légers (-60 kg)        | Katie Taylor     | Anabella Farias     | Mitchel Martinez Tatiana Chalya  |
| Poids super-légers (-63 kg)  | Jenny R. L.      | Klara Svensson      | Katie Dunn Yulia Nemtsova        |
| Poids welters (-66 kg)       | Aya Cissoko      | Oleksandra Kozlan   | Aruna Mishra Mary Spencer        |
| Poids super-welters (-70 kg) | Ariane Fortin    | Akima Stocks        | Luminita Turcin Olga Slavinskaya |
| Poids moyens (-75 kg)        | Lekha K.C.       | Li Jinzi            | Anita Ducza Olga Novikova        |
| Poids mi-lourds (-80 kg)     | Irina Sinetskaya | Chitiqua Hemingway  | Renu Beata Małek                 |
| Poids lourds (+80 kg)        | Elena Surkova    | Maria Kovacs        | Adriana Hosu Şemsi Yaralı        |

### Tableau des médailles
| Place | Pays              | Médaille d'or, monde | Médaille d'argent, monde | Médaille de bronze, monde | Total |
| ----- | ----------------- | -------------------- | ------------------------ | ------------------------- | ----- |
| 1     | Inde              | 4                    | 1                        | 3                         | 8     |
| 2     | Russie            | 3                    | 0                        | 3                         | 6     |
| 3     | Corée du Nord     | 2                    | 0                        | 1                         | 3     |
| 4     | Canada            | 1                    | 0                        | 2                         | 3     |
| 5     | Turquie           | 1                    | 0                        | 1                         | 2     |
| 6     | Irlande           | 1                    | 0                        | 0                         | 1     |
| 6     | France            | 1                    | 0                        | 0                         | 1     |
| 8     | Chine             | 0                    | 2                        | 2                         | 4     |
| 8     | Ukraine           | 0                    | 2                        | 2                         | 4     |
| 10    | États-Unis        | 0                    | 2                        | 1                         | 3     |
| 11    | Argentine         | 0                    | 2                        | 0                         | 2     |
| 12    | Roumanie          | 0                    | 1                        | 3                         | 4     |
| 13    | Pologne           | 0                    | 1                        | 2                         | 3     |
| 14    | Hongrie           | 0                    | 1                        | 1                         | 2     |
| 15    | Suède             | 0                    | 1                        | 0                         | 1     |
| 16    | Philippines       | 0                    | 0                        | 2                         | 2     |
| 17    | Égypte            | 0                    | 0                        | 1                         | 1     |
| 17    | Kazakhstan        | 0                    | 0                        | 1                         | 1     |
| 17    | Danemark          | 0                    | 0                        | 1                         | 1     |
| Total | 19 pays médaillés | 13                   | 13                       | 26                        | 52    |